# کارل آلگوور
کارل آلگوور (به آلمانی: Karl Allgöwer) بازیکن فوتبال و مدافع اهل آلمان است که از سال ۱۹۸۰ میلادی عضو تیم ملی فوتبال آلمان بوده‌است. وی در ۱۰ بازی ملی حضور داشته است و آخرین بازی ملی خود را در سال ۱۹۸۶ میلادی انجام داد. کارل آلگوور در بازی‌های ملی‌اش گلی به ثمر نرساند.